# Zijáridák
A Zijáridák egy iráni eredetű emírdinasztia tagjai voltak a 10–11. században a Kaszpi-tenger déli partvidékén, Gurgánban és Tabarisztánban. 928-ban kerültek hatalomra, és 1041/1042-ben a szeldzsukok vazallusaivá váltak.

## Történetük

### Az alapító
A dinasztiát Mardávídzs alapította meg, a névadó Zijár fia, aki az eredetileg giláni Argics-klán sarja volt. Mardávídzs a zoroasztriánus Aszfar Sirúje hadseregében futott be karriert, aki elhódította Tabarisztánt az azt uraló Alavidáktól, majd a transzoxániai Számánidák hadseregének lázadását kihasználva az Alborz hegység és a Kaszpi-tenger partjának szinte egészét megszerezte, beleértve Gorgánt, Ámolt, Zandzsánt, Kazvint és Rajjt is.
Mardávídzs, Zandzsán kormányzója 927-ben lázadt fel ura ellen, és 928-ban sikeresen le is győzte őt. Ezt követően a dzsibáli városok: Hamadán, Kásán és Iszfahán meghódításával foglalkozott, melyet 931-re fejezett be. Ekkor Irán emírjének nevezte ki magát, és hitet tett a Perzsa Birodalom felélesztésére – annak zoroasztriánus hagyományait is beleértve. Időközben egyik helytartója, Ali ibn Búja megszerezte a maga számára Fárszot, és megpróbálta meghódítani az iráni területeket Iraktól, a kalifátus központjától elválasztó Húzisztánt. Mardávídzs azonban elébe vágott, és a békeszerződésben Ibn Búja kénytelen volt hajdani ura hűbéresévé válni.

### A Számánidák hűbérében
935-ben török szolgái végeztek a Zijáridák dinasztiájának első emírjével. Helyét fivére, Vusmgír (935–967) vette át. Igen nehéz körülményekkel kellett szembenéznie: számos török katonája elhagyta, miközben a Buvajhidák önállósodtak, és Ali fivére, Haszan hosszas háborúba kezdett az iráni vidékeken. A Számánidák közben dajlami erőkkel összefogva Tabarisztán és Gorgán ellen vonultak, ez utóbbiakat azonban szívós harccal sikerült megtartania. Vusmgír belátta, hogy minden felől ellenfelekkel van körülvéve, ezért hűséget esküdött a Számánidáknak, és az ő segítségükkel folytatta váltakozó sikerű harcát a Buvajhidákkal, melynek eredményeképpen Tabarisztánban és Gorgánban megszilárdult a Zijáridák uralma. Vusmgír 967-ben egy vadkanvadászaton halt meg, és fia, Biszutún (967–977) követte.
Biszutúnnal szemben a Számánidák öccsét, Kábúsz Vusmgírt léptették fel trónkövetelőként, ám Rukn ad-Daula segítségével sikerült megfékeznie fivérét. Biszutún a Buvajhidák hűbérese és szövetségese lett; feleségül vette Adud ad-Daula lányát, Rukn unokáját, és fáradozásai eredményeképp elnyerte a Záhir ad-Daula („a dinasztia fényességese”) nevet. 977-es halála után azonban ismét a Számánidák híve, Kábúsz került hatalomra.
Kábúsz uralma (977–1012), aki a kalifától a Samsz al-Maáli („a Magasságos Napja”) címet kapta, egyáltalán nem volt stabilnak mondható. Beavatkozott a Buvajhidák viszályaiba, amikor menedéket adott a rajji Fahr ad-Daulának, ezzel azonban Adud ad-Daula haragját vívta ki. 981-re mind Tabarisztánt, mind Gorgánt elvesztette. Bár Fahr ad-Daula 984-ben restaurálta hatalmát, 997-es haláláig Kábúsz nem térhetett vissza. Ezután sem volt azonban nyugta, bár a Bújidák már többé nem jelentettek nagy veszélyt: hadserege a fiát, Manúcsihret tette trónra.

### A bukás
Manúcsihr (1012–1031), azaz Falak al-Maáli („a Magasságos csillaga”) legfőbb gondja az erőszakosan kelet felé törő Gaznavidákkal szembeni távolságtartás volt. Ez nem mindig sikerült maradéktalanul, bár sokszor segítette segédcsapatokkal Mahmúd emírt. Uralkodása végére a Zijáridák a Gaznavidák hűbéreseivé váltak.
Manúcsihret fia, Anúsírván (1031–1041/1042), azaz Saraf al-Maáli („a Magasságos nemessége”) követte, de uralma nagy részén a Gaznavidák által is támogatott főparancsnok, Abu Kálídzsár gyakorolta a hatalmat. 1040 körül sikerült csak megbuktatnia a tisztet, de hamarosan szeldzsukok özönlötték el országát, pontot téve a Zijáridák uralmára. A dinasztia nyomai a 11. században tűntek el.

## Kultúra
Mardávídzs személyében a zoroasztriánus irániak rétege került hatalomra, viszont utódai politikai okokból áttértek az iszlámra. Udvari kultúrájuk mindazonáltal iráni maradt, összhangban a transzoxániai folyamatokkal. Kábúsz maga például jelentős prózai munkát hagyott hátra: a Kábúsz náme afféle királytükör, melyben a hercegi neveltetést, az erkölcsi kérdéseket és a helyes viselkedést tárgyalja.
Szintén Kábúsz emlékét őrzi Gonbad-e Kábúsz városa, mely a régi Gurgántól 3 kilométerre északra fekszik. A település nevét a világ legmagasabb téglatornyáról kapta, melyet az emír építtetett a maga számára 1006-ban síremlékül. (Arab nyelvű feliraton meg is örökítette magát a tornyon.) A hagyomány szerint halála után Kábúsz testét üvegkoporsóban lógatták le az építmény plafonjáról.
Bírúní, az arabul alkotó híres perzsa csillagász Kábúsz pártfogását élvezte; az ő gurgáni udvarában írta meg 1000 körül Kronológia című művét, és holdfogyatkozásokat is megfigyelt innen.

## Uralkodók
| Uralkodó                                                | Születési idő | Halálozási idő | Élethossz | Uralkodási idő    | Uralkodási évek | Megjegyzés |
| ------------------------------------------------------- | ------------- | -------------- | --------- | ----------------- | --------------- | ---------- |
| Mardávidzs                                              | 890 körül     | 934            | kb. 45 év | emír: 928 – 934   | 6 év            |            |
| Vusmgír Zijár                                           | ?             | 967            | ?         | emír: 934 – 967   | 33 év           |            |
| Záhir ad-Daula Bíszutún                                 | ?             | 976            | ?         | emír: 967 – 976   | 9 év            |            |
| Samsz al-Maálí Abú l-Haszan Kábúsz Vusmgír              | ?             | 1012           | ?         | emír: 976 – 1012  | 36 év           |            |
| Falak al-Maálí Manúcsihr Kábúsz                         | ?             | 1031           | ?         | emír: 1012 – 1031 | 19 év           |            |
| Saraf al-Maálí Anúsírván Manúcsihr                      | ?             | 1043           | ?         | emír: 1031 – 1043 | 12 év           |            |
| 1043 után az állam beolvadt a Nagyszeldzsuk Birodalomba |               |                |           |                   |                 |            |